# 오수중학교
오수중학교(獒樹中學校)는 대한민국 전북특별자치도 임실군 오수면 오수리에 있는 공립 중학교이다.

## 학교 연혁
- 1952년 4월 1일 : 오수중학교 개교 (6학급)
- 1973년 1월 10일 : 오수중학교 21학급 인가
- 1988년 11월 1일 : 개축교사 입주 (현 교사)
- 2010년 10월 21일 : 청람학습관 준공
- 2011년 3월 1일 : 사교육절감형 창의경영학교 3년 운영(2011.3.1. ~ 2014.2.28.)
- 2016년 3월 1일 : 오수중학교 3학급 편성
- 2023년 3월 1일 : 권영창 교장 부임
- 2024년 2월 7일 : 제71회 졸업식 16명(총 11,934명)

## 참고 자료
- 오수중학교 - 한국교육학술정보원 학교알리미